# William Roper
William Roper, död 1578, var en engelsk jurist och parlamentsledamot. Han var svärson till Thomas More och skrev en uppmärksammad biografi om denne. 